# 1048 в Україні
1048 в Україні — це перелік головних подій, що відбулись у 1048 році на території сучасних українських земель.

## Події

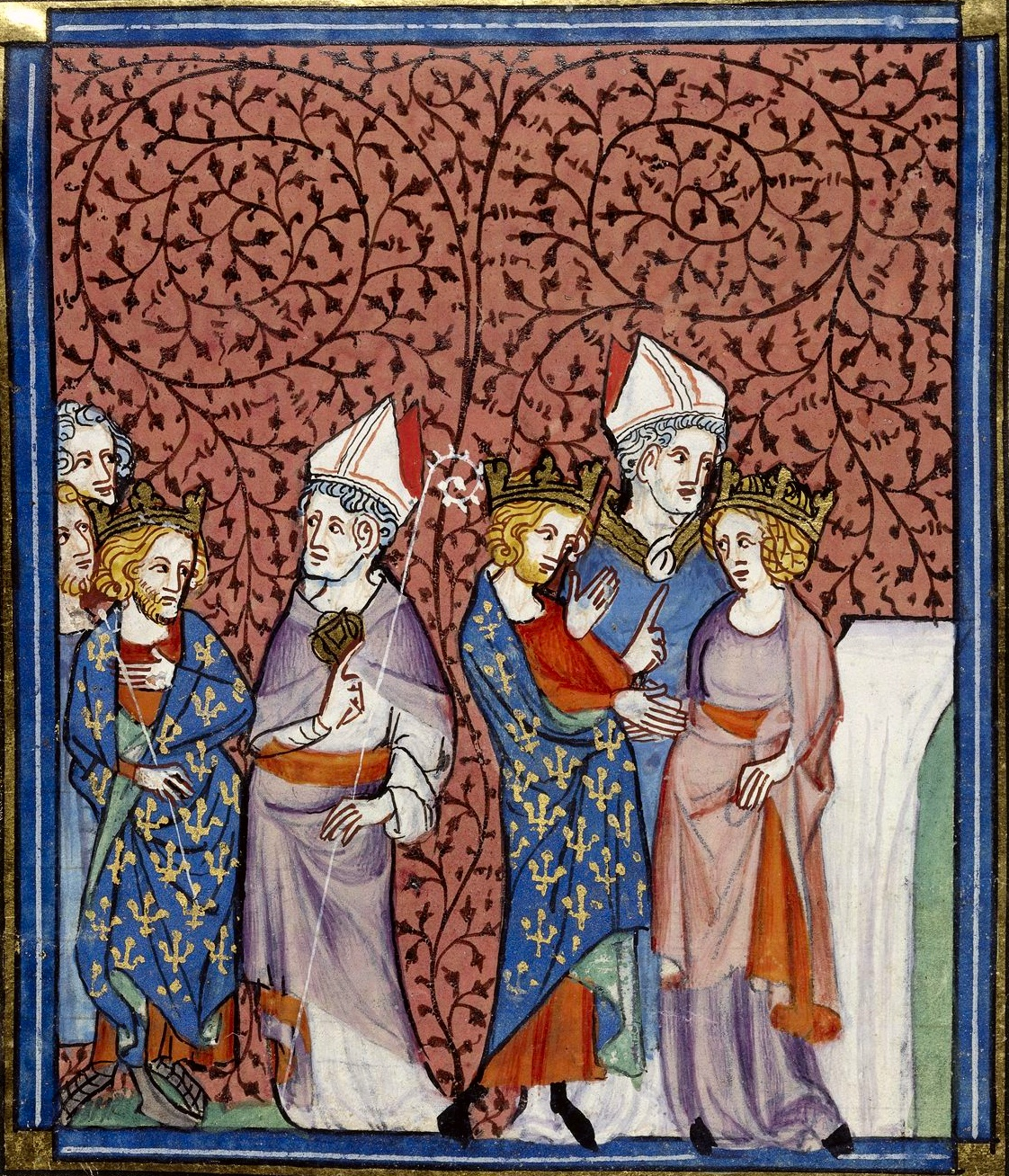
Шлюб Анни і Генріха (мініатюра «Хроніки Сен-Дені», XIV ст.)

- Посольство французького короля Генріха І Капета до Ярослава Мудрого та шлюб князевої доньки Анни з французьким королем.